# Él me mintió
«Él me mintió» es una canción interpretada por la cantante argentinomexicana Amanda Miguel de su álbum debut de estudio de 1981 titulado El sonido Vol. 1. Fue escrita por Graciela Carballo y producida por su entonces pareja Verdaguer. Esta canción se volvió todo un éxito junto con la canción Así no te amará jamás (que también esta incluido en este mismo álbum).

## Antecedentes y significado
En resumen, es una canción que surgió de la experiencia de Miguel con las infidelidades de su esposo Diego Verdaguer, convirtiéndose en un himno de desamor y desengaño que ha resonado con muchas personas.
La canción además ocupó el puesto 38 en las "100 más grandiosas canciones de los 80's en español" del canal VH1 Latinoamérica (lista publicada en 2007).

## Lista de canciones

### CD - Single[5]
| Él me mintió — Single |                   |          |  |
| N.º                   | Título            | Duración |  |
| 1.                    | «Él me mintió»    | 3:39     |  |
| 2.                    | «Amanda al piano» | 3:07     |  |

### Descarga digital - Remix[6]
| Él me mintió (Light Reaction Remix) — Single |                                                          |          |  |
| N.º                                          | Título                                                   | Duración |  |
| 1.                                           | «Él me mintió (Light Reaction Remix)»                    | 4:16     |  |
| 2.                                           | «Él me mintió»                                           | 3:41     |  |
| 3.                                           | «Él me mintió (Light Reaction Remix) - Extended Version» | 5:32     |  |

## Posicionamiento en listas
| Lista (1981)               | Mejor posicion |
| -------------------------- | -------------- |
| México (Notitas Musicales) | 5              |